# Maršalci
Maršalci, jedan od mikronezijskih naroda nastanjen na atolima otočja Marshall, Maršalovi Otoci, na dva paralelna otočna lanca Ratak, istočni, i Ralik, zapadni, na kojima se razlikuju po narječjima. Broje oko 50,000 pripadnika (2008), i stotinjak ljudi na Nauruu;  43,900 (1979 Bender). Za Maršalce najznačajniji je atol Jaluit zbog svoje veličine, tropske klime, kao i zbog sidrišta. Kulturno, okrenuti su prema oceanu i ribolovu u lagunama. Za potrebe ribolova imaju dvije vrste kanua, to su tipnom i korkor, dok za duga putovanja koja mogu trajat najmanje jedan mjesec koriste walap, koji može nositi oko 40 ljudi. Ovi vješti pomorci služili su se posebnim mapama mattang i rebbilib kao i kartama od palminih štapića, vlakana kokosa i školjaka na kojima su pokazani položaji zvijezda i pojedinih otoka.  
Kulturi Maršalaca pripada i tetoviranje koje je simbol odraslosti. Poglavica je jedini smio tetovirati svoje lice, dok je njegova žena tetovirala vanjski dio šaka, što je značilo da je udata za poglavicu. U prehrani uz ribu važnu ulogu imaju kruhovac (Artocarpus altilis), pandanus, taro, jam, tapioka, kokos, banana i indijska maranta (arrowroot). 
Prvi Mikronezijski navigatori dolaze na Maršalove otoke između 500 i 2000 prije Krista. Ugovorom Tratado de Tordesillas (Tratado de Tordesilhas), 1494., otočje je pripalo Španjolskoj, ali ovi su joj bili neisplativi jer su ležali daleko od trgovačkih putova. Prvi koji ih je ugledao bio je Alonso de Salazar (1525), ali ih Španjolska nije kolonizirala. tek će 1778. engleski kapetan John Marshall, ponovno posjetiti otoke, i oni će dobit ime po njemu. Godine 1914. otoke zauzima Japanci, a od njih ga 1944. preuzimaju Amerikanci. Između 1946. i 1958. Amerika je na otoke bacila 66 nuklearnih bombi, prvo na atol Bikini, pa na Eniwetok (Enewetak).

## Vanjske poveznice
- MICRONESIAN STICK CHARTS  Arhivirana inačica izvorne stranice od 6. listopada 2008. (Wayback Machine)